# San Donato Val di Comino
San Donato Val di Comino är en ort och kommun i provinsen Frosinone i regionen Lazio i Italien. Kommunen hade 2 004 invånare (2018).